# Лавров гълъб
Лавров гълъб (Columba junoniae) е вид птица от семейство Гълъбови (Columbidae). Видът е почти застрашен от изчезване.

## Разпространение и местообитание
Разпространен е в Испания.